# Список глав государств в 846 году
Список глав государств в 845 году — 846 год — Список глав государств в 847 году — Список глав государств по годам

## Азия
- Аббасидский халифат — аль-Васик, халиф (842 — 847)
- Армянский эмират — Смбат VIII Багратуни, ишхан (826 — 855)
  -  Зийядиды — Мухаммад ибн Зийяд, эмир (819 — 859)
  -  Саманиды — Ахмад ибн Асад, эмир (842 — 864)
  -  Табаристан (Баванди) — Карен, испахбад (837 — 867)
  -  Хорасан (Тахириды) — Тахир II, эмир (844 — 862)
- Абхазское царство — Димитрий II, царь (837 — ок. 872)
- Бохай (Пархэ) — Да Ичжэнь, ван (831 — 858)
- Вайтхали[англ.] — Мавла Тенг Санда, царь[англ.] (830 — 849)
- Грузия —
  - Кахетия — Самвел, князь[англ.] (839 — 861)
  - Тао-Кларджети — Баграт I, куроплат (839 — 876)
  - Тбилисский эмират — Саак бен Исмаил, эмир (833 — 853)
- Индия — 
  - Венги (Восточные Чалукья) — Виджаядитья II Нарендрагрумраджа, махараджа (806 — 847)
  - Гурджара-Пратихара — Михра Бходжа I, махараджа (836 — 890)
  - Западные Ганги — Эреганга Неетимарга I, махараджа (843 — 870)
  - Качари[англ.] — Вирочана, царь[англ.] (835 — 885)
  - Пала — Девапала, царь (810 — 850)
  - Паллавы (Анандадеша) — Нандиварман III, махараджа (830 — 854)
  - Пандья — Сирмара Сеерваллабха, раджа (830 — 862)
  - Парамара[англ.] — Сияка I, махараджа[англ.] (843 — 891)
  - Раштракуты — Амогхаварша I, махараджадхираджа (814 — 878)
- Индонезия — 
  - Матарам (Меданг) — Ятиниграт, шри-махараджа (838 — 850)
  - Сунда — Прабу Гайях Кулон, король (819 — 891)
  - Шривиджайя — Балапутра, махараджа (835 — ок. 860)
- Камарупа — Ванамалавармадева, царь (832 — 855)
- Караханидское государство — Кул Билга-хан, хан (840 — 893)
- Китай (Династия Тан) — 
  - У-цзун (Ли Янь), император (840 — 846)
  - Сюань-цзун (Ли Чэнь), император (846 — 859)
- Кхмерская империя (Камбуджадеша) — Джаяварман III, император (ок. 835 — ок. 860)
- Наньчжао — Чжаочэн-хуанди (Мэн Цюаньфэнъю), ван (823 — 859)
- Паган — 
  - Кхе Лу, король[англ.] (829 — 846)
  - Пинбья, король[англ.] (846 — 878)
- Раджарата (Анурадхапура) — 
  - Аггабодхи IX, король (843 — 846)
  - Сена I, король (846 — 866)
- Силла — Мунсон, ван (839 — 857)
- Тямпа — Викрантаварман III, князь (ок. 820 — ок. 854)
- Уйгурский каганат — 
  - Уге-хан, каган (840 — 846)
  - Энянь дэлэ-хан, каган (846 — 848)
- Япония — Ниммё, император (833 — 850)

## Америка
- Караколь — Кан III, царь (835 — 849)

## Африка
- Гао — Айам Занка Кибао, дья (ок. 830 — ок. 850)
- Берегватов Конфедерация — Юнус ибн Ильяс, король (ок. 842 — ок. 888)
- Идрисиды — Али I ибн Мухаммад, халиф Магриба (836 — 849)
- Ифрикия (Аглабиды) — Абу-ль-Аббас Мухаммад ибн Ибрахим, эмир (841 — 856)
- Канем — Фуне, маи (ок. 835 — ок. 893)
- Макурия — Захария III, царь (ок. 822 — ок. 854)
- Некор[англ.] — Салих II ибн Саид, эмир[англ.] (803 — 864)
- Рустамиды — Абу Саид Афлах ибн Абд ал-Ваххаб, имам (823 — 872)
- Сиджильмаса — Мидрар аль Мунтасир, эмир (823 — 867)

## Европа
- Англия — 
  - Восточная Англия — Этельверд, король (839 — 855)
  - Думнония — Мордаф ап Хопкин, король (830 — 850)
  - Мерсия — Беортвульф, король (840 — 852)
  - Нортумбрия — Этельред II, король (841 — 844, 844 — 848)
  - Уэссекс — Этельвульф, король (839 — 858)
- Блатенское княжество — Прибина, князь (839 — ок. 860)
- Болгарское царство — Пресиан, хан (836 — 852)
- Венецианская республика — Пьетро Традонико, дож (836 — 864)
- Византийская империя — Михаил III, император (842 — 867)
- Волжская Булгария — Айдар, хан (815 — ок. 865)
- Восточно-Франкское королевство — Людовик II Немецкий, король (843 — 876)
  - Бавария — Людовик II Немецкий, король (817 — 865)
  - Саксония — Людольф, граф (герцог) (840 — 866)
- Дания — Хорик I, король (814 — 854)
- Западно-Франкское королевство — Карл II Лысый, король (843 — 877)
  - Аквитания — Пипин II, король (838 — 852)
  - Ампурьяс — Суньер I, граф (834 — 848)
  - Ангулем — Тюрпьон, граф (839 — 863)
  - Барселона — Сунифред, граф (844 — 848)
  - Бретань — Номиноэ, герцог (844 — 851)
    - Ванн — Номиноэ, граф (819 — 851)

  - Васкония — Санш II Санше, граф (836 — 852)
  - Жирона — Сунифред, граф (844 — 848)
  - Каркассон — Гильом Септиманский, граф (844 — 849)
  - Мэн — Гозберт, граф (839 — 853)
  - Нант — 
    - Ламберт II, граф (843 — 846, 849 — 851)
    - Амори, граф (846 — 849)

  - Овернь[англ.] — 
    - Гильом I, граф (841 — 846)
    - Бернар I, граф (846 — 866)

  - Отён — Гверин II, граф (844 — ок. 853)
  - Пуатье — Рамнульф I, граф (844 — 866)
  - Руссильон — Суньер I, граф (844 — 848)
  - Руэрг — Фределон, граф (840 — 849)
  - Серданья — Сунифред, граф (835 — 848)
  - Труа — Адельрам I, граф (820 — 852)
  - Тулуза — Гильом Септиманский, маркграф (844 — 849)
  - Урхель — Сунифред, граф (838 — 848)
  - Шалон — Гверин II, граф (ок. 819 — ок. 853)
- Ирландия — 
  - Ниалл Калле, верховный король (833 — 846)
  - Маэл Сехнайлл мак Маэл Руанайд, верховный король (846 — 862)
  - Айлех — 
    - Ниалл Калле, король (823 — 846)
    - Маэл Дуйн мак Аэда, король (846 — ок. 855)

  - Коннахт — Финнснехте мак Томмалтайг, король (843 — 848)
  - Лейнстер — Лоркан I, король (838 — 848)
  - Миде — Маэл Сехнайлл мак Маэл Руанайд, король (845 — 862)
  - Мунстер — Федлимид, король (ок. 821 — 847)
  - Ольстер — Матудан мак Муйредах, король (839 — 857)
- Испания —
  - Арагон — Галиндо I Аснарес, граф (844 — 867)
  - Астурия — Рамиро I, король (842 — 850)
  - Кордовский эмират — Абд ар-Рахман II, эмир (822 — 852)
  - Наварра — Иньиго Ариста, король (824 — 851/852)
- Италия —
  - Беневенто — Радельхиз I, князь (839 — 851)
  - Гаэта — Константин, консул[англ.] (839 — 866)
  - Капуя — Ландо I, князь (843 — 861)
  - Неаполь — Сергий I, герцог (840 — 864)
- Критский эмират — Саид I, эмир (841 — 880)
- Моравия Великая — 
  - Моймир I, князь (830 — 846)
  - Ростислав, князь (846 — 870)
- Паннонская Хорватия — Светимир, князь (838 — ок. 880)
- Папская область — Сергий II, папа римский (844 — 847)
- Приморская Хорватия — Трпимир I, герцог (845 — 861)
- Сербия — Властимир, князь (ок. 836 — ок. 851)
- Срединное королевство — Лотарь I, император Запада (817 — 855) 
  - Вьенн — Жерар II, граф (844 — 870)
  - Италийское королевство — Лотарь I, король (818 — 855)
  - Сполето — Гвидо I, герцог (842 — 860)
  - Тосканская марка — Адальберт I, маркграф (846 — 886)
- Уэльс —
  - Брихейниог — Элисед I, король (840 — 885)
  - Гвент — Ител IV ап Атруис, король (810 — 848)
  - Гвинед — Родри ап Мервин, король (844 — 878)
  - Гливисинг — Рис ап Артвайл, король (825 — 856)
  - Поуис — Кинген ап Каделл, король (808 — 855)
  - Сейсиллуг — Гугон ап Меуриг, король (808 — 871)
- Хазарский каганат —  Завулон, бек (? — ок. 850)
- Шотландия —
  - Дал Риада — Кеннет I, король (842 — 848)
  - Пикты — Дрест X, король (845 — 848)
  - Стратклайд (Альт Клуит) — Думнагуал ап Кинан, король (816 — 850)

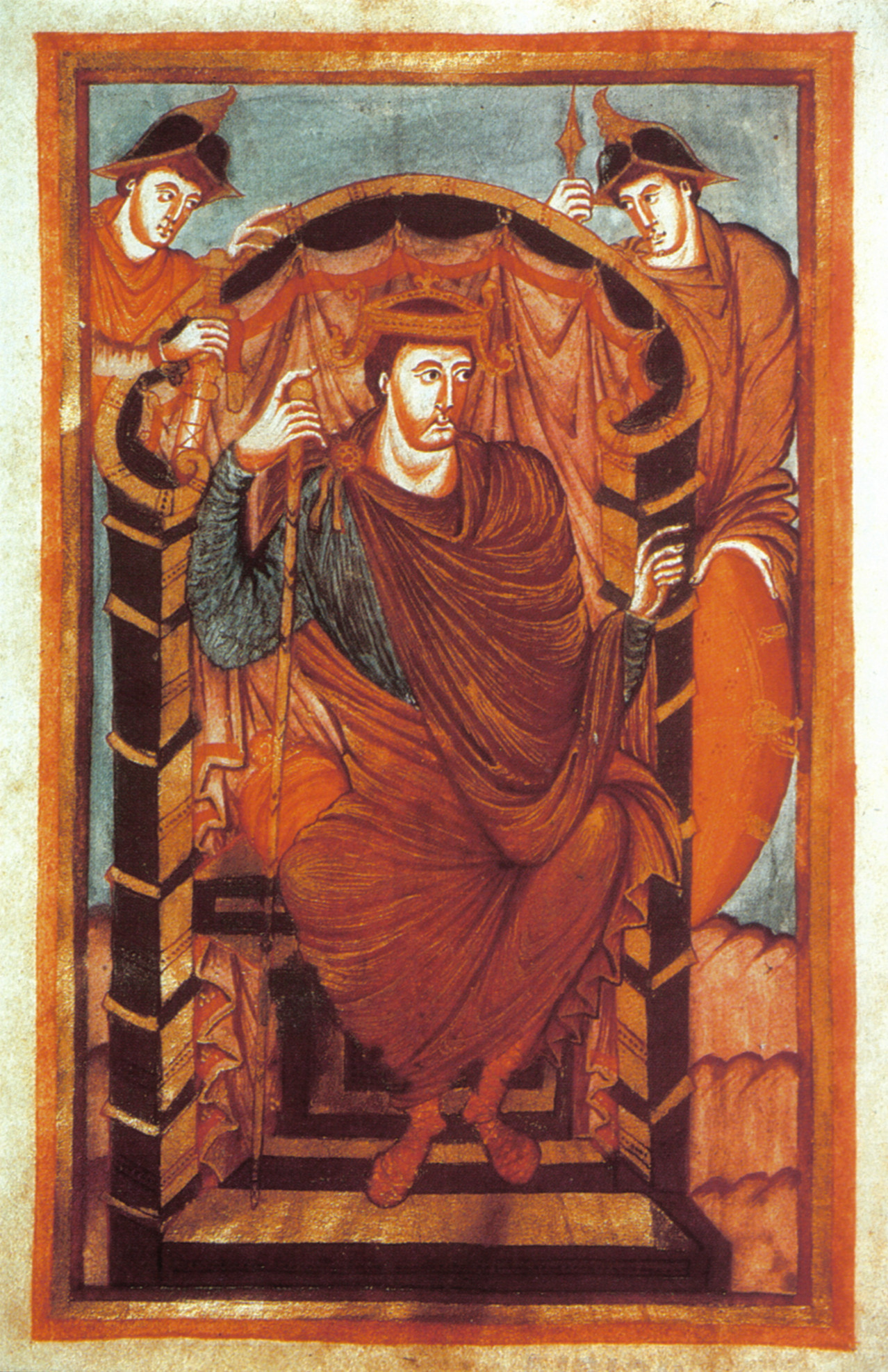
Лотарь I 818-855 Император Запада
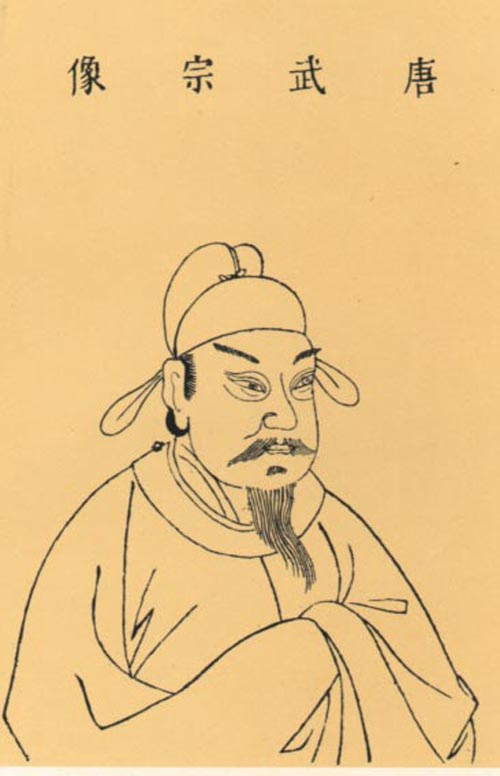
У-цзун 840-846 Император Китая
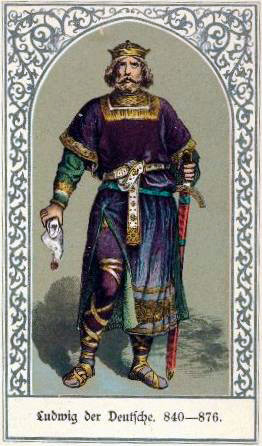
Людовик II Немецкий 843-876 Король Восточно-Франкского королевства
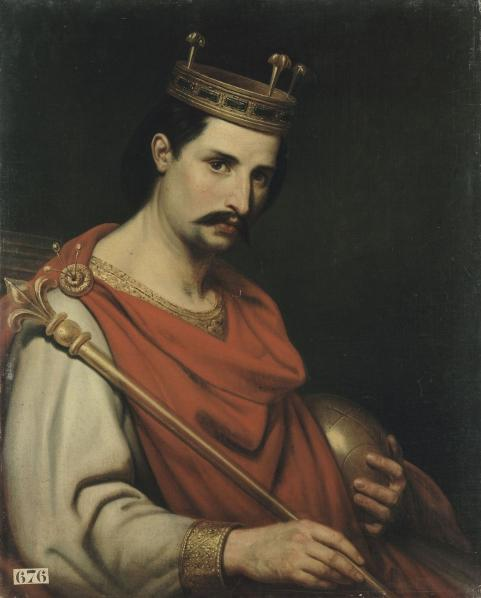
Карл II Лысый 843-877 Король Западно-Франкского королевства
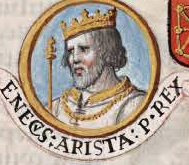
Иньиго Ариста 824-851/852 Король Наварры
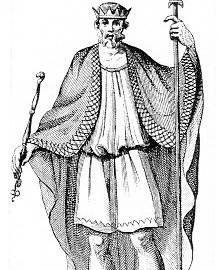
Этельвульф 839-858 Король Уэссекса
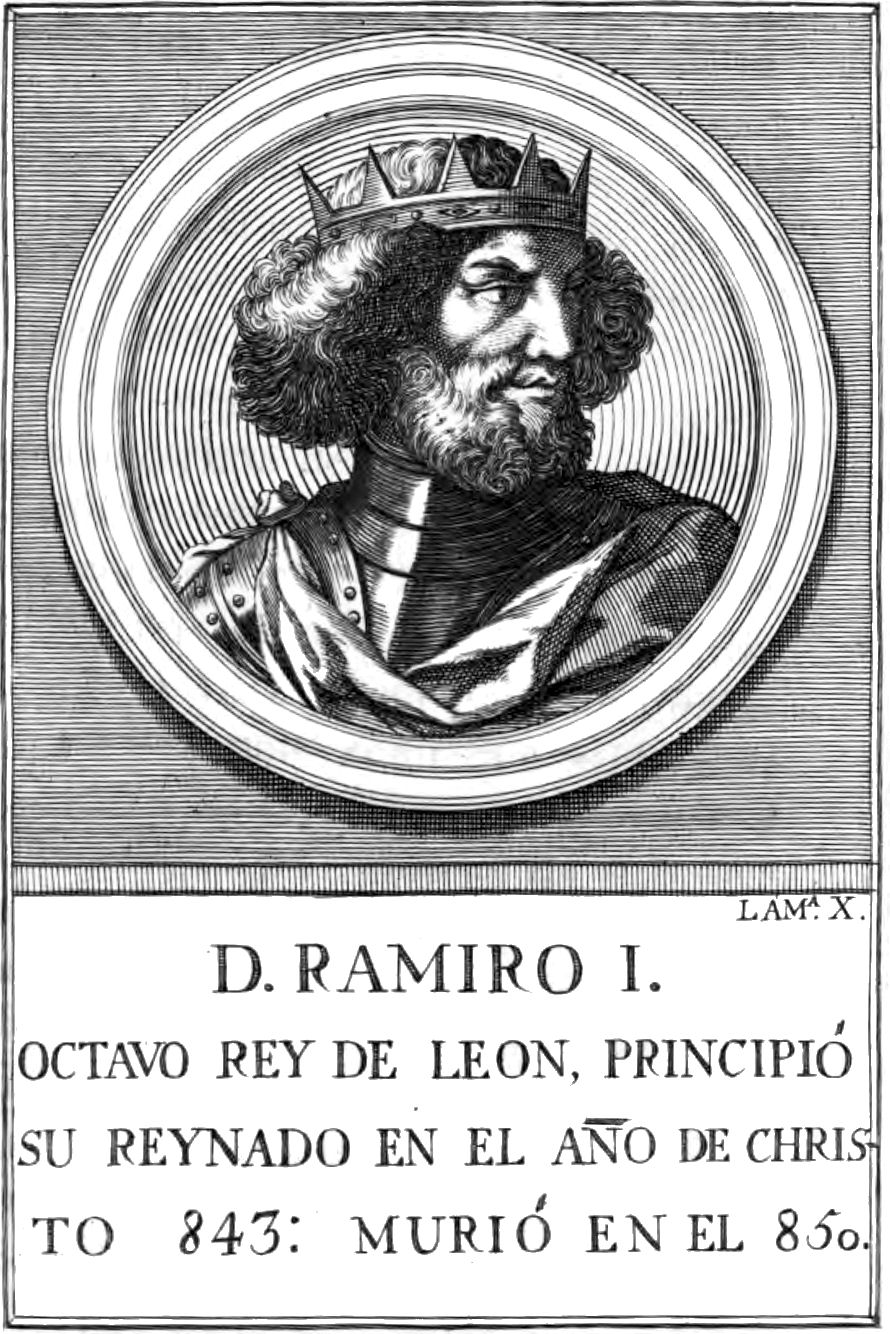
Рамиро I 843-850 Король Астурии
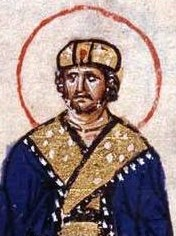
Михаил III 843-867 Император Византии
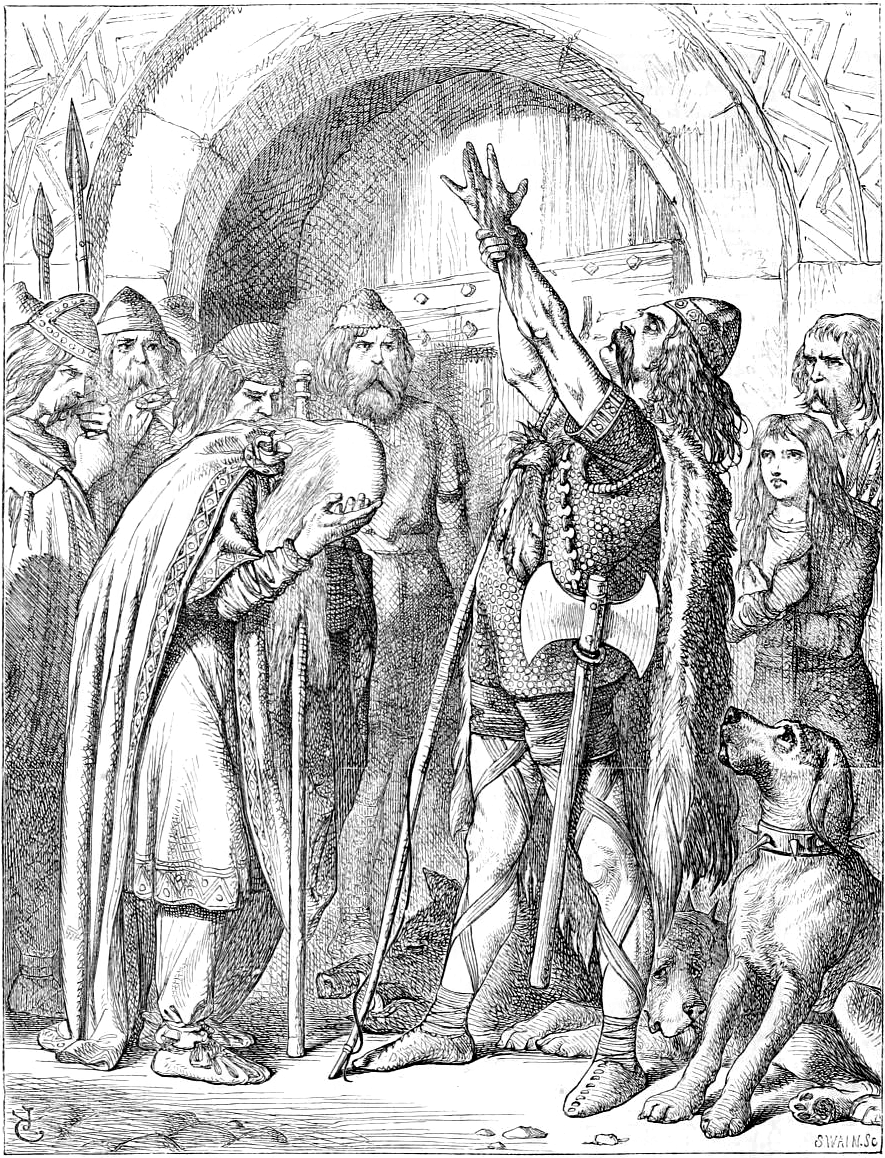
Номиноэ 844-851 Герцог Бретани
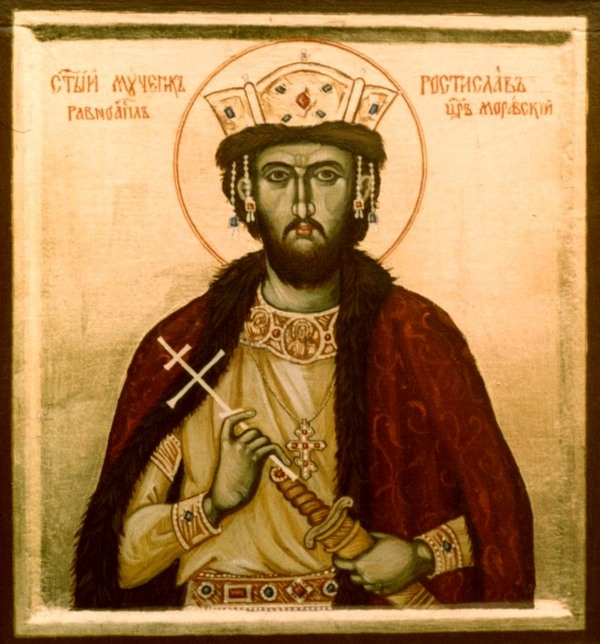
Ростислав 846-870 Князь Великой Моравии
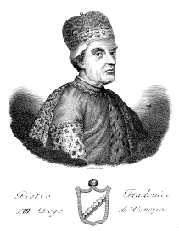
Пьетро Традонико 836-864 Дож Венеции
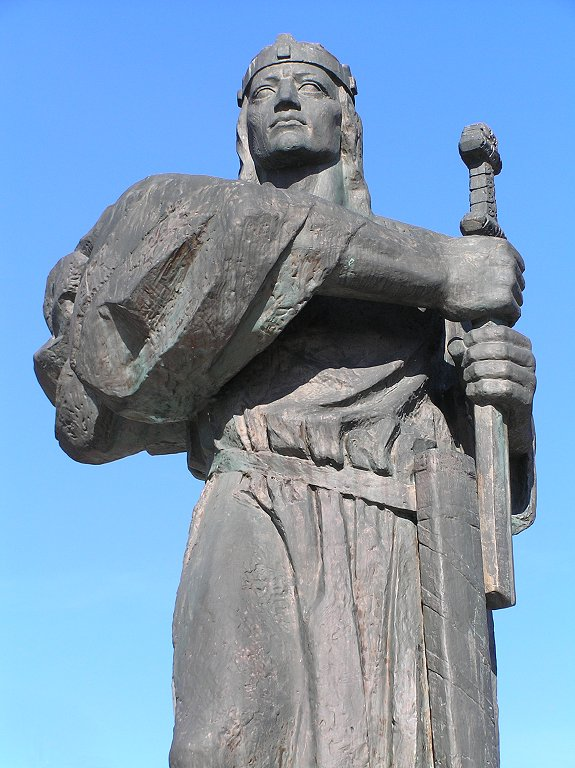
Прибина 839-860 Князь Блатенского княжества
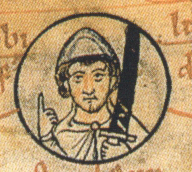
Людольф 840-866 Граф (герцог) Саксонии
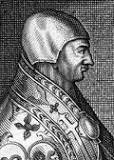
Сергий II 844-847 Папа римский